# Jop Joris
Jop Joris (Haarlem, 7 februari 1978) is een Nederlands acteur, stemacteur en presentator.
Joris brak zijn mavo-opleiding af nadat hij in aanraking was gekomen met acteren. Zijn televisiedebuut maakte hij in 1995 in de komedie Ik ben je moeder niet. In de periode 2002-2008 speelde hij Joost van Walsum in de soapserie ONM. In 2005 presenteerde Joris het programma Vissen is Cool op Nickelodeon.
In november 2008 stopte Joris met zijn rol in ONM om achter de schermen te kunnen werken als opnameleider en regisseur. 
Sinds 2013 is hij regisseur bij Goede tijden, slechte tijden.

## Carrière

### Film
- Sl8n8, 2006 (Paul)
- Hoe tem je een draak, 2010 (stem Schorrie)
- Scoob!, 2020 (stem Dynomutt)

### Televisie
Als (stem)acteur
- Ik ben je moeder niet, 1995 (Peter Kuitman)
- Fort Alpha, 1996 (Youri van den Brande)
- Au!, 1997 (rol onbekend)
- Hertenkamp, 1998 (Toto Vosselmans)
- ONM, 2002-2008 (Joost van Walsum)
- My Life as a Teenage Robot, 2003-2007 (stem Brad)
- Ned's Survival Gids, 2004-2007 (stem Billy Loomer)
- Big Time Rush, 2010 (stem Logan Mitchell)
- ONM, 2010 (figurant)
- Young Justice, 2010 (Stem kid flash)
- Harry Potter en de Relieken van de Dood deel 1, 2010 (stem Fred)
- Harry Potter en de Relieken van de Dood deel 2, 2011 (stem Fred)
- Kickin' It, 2011 (stem Rudy)
- Fairly Odd Parents, 2013 (stem Sparky)
- Ome Opa, 2013 (stem Pizza Steve)
- Sanjay & Craig, 2013 (stem Craig)
- Wanders Wereld, 2014 (stem Wander)
- Soy Luna, 2016 (stem Cato)
- Reclames Stegeman, 2015 (stem verteller)
- Ducktales, 2018 (stem Kwak)
- Monsters at Work, 2021 (stem Duncan en Declan)
- Terug naar de outback, 2021 (stem Frenk)

Als presentator
- Vissen is cool, 2005

### Gastrollen
- 12 steden, 13 ongelukken, 1997 (Maarten)
- Sterker dan drank, 1997 (Ron)
- Costa! de televisieserie, 2001 (Dennis)
- Kees en Co, 2004 (bellende klant in café Smulders)
- Bad Candy was here, 2005 (Johnnie van der Sloot)
- Goede tijden, slechte tijden, 2017